# Dunnart gris
Sminthopsis fuliginosus
Espèce
Répartition géographique
Statut de conservation UICN

 DD  : Données insuffisantes
Le dunnart gris (Sminthopsis fuliginosus) est une espèce de souris marsupiales qui a été décrite pour la première fois par John Gould en 1852. On la trouve en Australie-Occidentale. C'est l'une des souris-marsupiales les moins connues. On la croyait autrefois une sous-espèce de la Souris marsupiale commune (S. murina).